# Stazione di San Pietro a Vico
La stazione di San Pietro a Vico è situata nel quartiere omonimo di Lucca, a breve distanza dalla Strada statale 12 dell'Abetone e del Brennero.

## Storia
L'impianto è uno dei più antichi della ferrovia Lucca-Aulla, risalendo alla costruzione del primo tronco inaugurato il 11 febbraio 1892.
Dal 1883 al 1932 la medesima località era servita anche dalla tranvia Lucca-Ponte a Moriano, che percorreva l'arteria stradale allora denominata strada nazionale 39.
Dalla cessazione dei traffici merci provenienti dall'industria retrostante, nel 2002, la stazione è impresenziata.

## Strutture e impianti
La stazione dispone di un fabbricato viaggiatori, di un fabbricato per i servizi igienici e di un altro corpo situato in direzione Aulla.
È dotata di due binari per servizio viaggiatori serviti da 1 banchina ciascuno, uno di transito ed uno per gli incroci. Essi posseggono il segnalamento ferroviario, di 1ª categoria, che è posto in entrambi i sensi di marcia.
Vi era anche uno scalo merci, ora in disuso, avente:
- Un magazzino in stato pericolante e scoperchiato del tetto;
- Un piano caricatore ed un piazzale retrostante il magazzino, ancora usati come deposito materiale come traverse. Tuttavia essi sono nel degrado;
- Due binari di raccordo, uno che collegava il piano caricatore al fascio passeggeri ed un altro che si addentrava nel piazzale merci. Ve ne era anche un altro che collegava lo scalo merci al retrostante Molino Pardini.

In direzione Lucca vi è un passaggio a livello protetto da barriere.

## Movimento
La stazione è servita dalle relazioni regionali Trenitalia svolte nell'ambito del contratto di servizio stipulato con la  Regione Toscana denominato anche "Memorario".

## Servizi
L'impianto è dotato di biglietteria automatica e sala d'aspetto.